# 데스크 360˚
《데스크 360˚》는 TV조선의  뉴스 프로그램이다.

## 최근 이슈로 알아보는 프로그램
- 데스크로 최근 이슈로 알아보는 TV조선의 뉴스프로그램.

## 기획의도
- 조선미디어 최강의 데스크들이 모임.
- 오늘의 이슈를 360˚전방위에서 바라봄.
- 통찰력과 날카로움을 통해 이슈를 전해드림.

## 현재 진행자
- 장원준 - TV조선의 보도본부 부장

## 방송시간
- 2014년 2월 17일 ~ 9월 초 : 매주 평일 오전 11시 50분 ~ 낮 12시 50분(1시간)
- 2014년 9월 ~ 2015년 4월 : 매주 평일 오전 11시 50분 ~ 오후 1시(1시간 10분)

## 구성
- 《데스크 360》 ˚오프닝
- 데스크의 선택 ①
- 데스크의 선택 ②
- 데스크의 선택 ③
- 《데스크 360》 ˚클로징